# Beaufort (Carolina del Nord)
Beaufort és una població dels Estats Units i seu del comtat de Carteret a l'estat de Carolina del Nord. Segons el cens del 2008 tenia 4.189 habitants.

## Demografia
Segons el cens del 2000, Beaufort tenia 3.771 habitants, 1.780 habitatges i 1.048 famílies. La densitat de població era de 531,4 habitants per km².
Dels 1.780 habitatges en un 21,9% hi vivien nens de menys de 18 anys, en un 40,3% hi vivien parelles casades, en un 15,3% dones solteres, i en un 41,1% no eren unitats familiars. En el 35,5% dels habitatges hi vivien persones soles el 15,6% de les quals corresponia a persones de 65 anys o més que vivien soles. El nombre mitjà de persones vivint en cada habitatge era de 2,07 i el nombre mitjà de persones que vivien en cada família era de 2,65.
Per edats la població es repartia de la següent manera: un 18,3% tenia menys de 18 anys, un 7,3% entre 18 i 24, un 27,9% entre 25 i 44, un 26,7% de 45 a 60 i un 19,8% 65 anys o més.
L'edat mediana era de 43 anys. Per cada 100 dones de 18 o més anys hi havia 83,5 homes.
La renda mediana per habitatge era de 28.763 $ i la renda mediana per família de 39.429 $. Els homes tenien una renda mediana de 30.859 $ mentre que les dones 22.955 $. La renda per capita de la població era de 19.356 $. Entorn del 13,3% de les famílies i el 16,6% de la població estaven per davall del llindar de pobresa.

## Poblacions més properes
El següent diagrama mostra les poblacions més properes.